# 제1해병원정여단
제1해병원정여단(1st Marine Expeditionary Brigade)은 미국 해병대 제1해병원정군의 해병원정여단으로, 캘리포니아주 MCBC 펜들턴에 본부를 두고 있다. 여단장은 제1해병원정군 부사령관이 맡고 있다.

## 역사
1901년 1월 1일, 필리핀 제도 카비테에서 제1여단으로 창설되었다. 1906년 10월에 마닐라로 옮겨가 그곳에서 1914년 4월 15일에 해산하였다. 1947년 6월 1일부터 1949년 5월 10일까지 괌에서 제1해병여단으로서 소집되었다. 1950년 7월 7일, 캘리포니아주 캠프 펜들턴에서 제1임시해병여단으로 소집되어 한국 전쟁에 참전하였고, 9월 13일에 제1해병사단에 합류하였다.
1953년 1월 19일, 하와이주 카네호네만에서 공지태스크포스(MAGTF) 교리의 실험을 위해 제1해병여단을 제1임시해병공지태스크포스로서 소집하여 실증 실험의 종료에 따라 1956년에 제1해병여단으로서 되돌려졌다. 카네오헤 MCAS에서 주둔하던 중에 1985년 8월 30일에 제1해병수륙양용여단으로 재편성되었다. 해병원정여단 교리의 도입에 따라 1988년 2월 5일에 제1해병원정여단으로 재편성되었다.
1990년 8월부터 1991년 4월까지 걸프 전쟁의 사막 방패 작전과 사막 폭풍 작전에 참전하였고, 1994년 9월 23일에 해산하였다.
1994년 9월 23일, 캘리포니아주 캠프 펜들턴에서 재소집되었다.

## 기록

### 계보
- 1901년 1월 1일, 1st Brigade→제1여단
- 1953년 1월 19, 1st Provisional Marine Air-ground Task Force→제1임시해병공지태스크포스
- 1956년, 1st Marine Brigade→제1해병여단
- 1985년, 1st Marine Amphibious Brigade→제1해병상륙여단
- 1988년, 1st Marine Expeditionary Brigade→제1해병원정여단

### 표창
| 스트리머 그림 | 스트리머 이름    | 기간        |
| ------------- | ---------------- | ----------- |
|               | 대통령 부대 표창 | 한국 1950년 |

### 전역
| 스트리머 | 스트리머 이름                | 기간 |
| -------- | ---------------------------- | ---- |
|          | 필리핀 전역                  |      |
|          | 한국 종군 (개 황동성)        |      |
|          | 국방근무 (3개 황동성)        |      |
|          | 서남아시아 종군 (3개 황동성) |      |
|          | 테러와의 전쟁 종군           |      |

## 참고
1. ↑  “Hawaii Marine Brigade Renamed, Reorganized” (영어). LAT Archives. United Press International. 1985년 8월 31일. 2021년 2월 19일에 확인함.

- “Lineage and Honor of 1st Marine Expeditionary Brigade” (PDF) (영어). 2018년 4월 16일. 2021년 2월 19일에 확인함.